# Omar Trujillo
Omar Trujillo (Morelia, 9 november 1977 – aldaar, 1 december 2022) was een Mexicaans voetballer die bij voorkeur als verdediger speelde.

## Carrière
Trujillo was geboren in Morelia. Hij maakt zijn debuut bij Atlético Morelia op 1998 en hij heeft 329 wedstrijden gespeeld. Trujillo was ook verhuurd aan Atlas Guadalajara, Tigres UANL en Celaya FC.
Trujillo overleed op 1 december 2022.

## Interlands
| Interlands van Omar Trujillo Mexico | Interlands van Omar Trujillo Mexico | Interlands van Omar Trujillo Mexico | Interlands van Omar Trujillo Mexico | Interlands van Omar Trujillo Mexico | Interlands van Omar Trujillo Mexico | Interlands van Omar Trujillo Mexico |
| №                                   | Datum                               | Wedstrijd                           | Uitslag                             | Competitie                          | Goals                               | Assists                             |
| Als speler van Atlético Morelia     | Als speler van Atlético Morelia     | Als speler van Atlético Morelia     | Als speler van Atlético Morelia     | Als speler van Atlético Morelia     | Als speler van Atlético Morelia     | Als speler van Atlético Morelia     |
| ----------------------------------- | ----------------------------------- | ----------------------------------- | ----------------------------------- | ----------------------------------- | ----------------------------------- | ----------------------------------- |
| 1.                                  | 28 april 2005                       | Mexico – Polen                      | 1 – 1                               | vriendschappelijk                   | 0                                   | 0                                   |

## Erelijst

### Atlético Morelia
- Primera División (1) : 2000 (Apertura)